# Kunihiko Takizawa
Kunihiko Takizawa (Tokio, 20 april 1978) is een Japans voetballer.

## Carrière
Kunihiko Takizawa speelde tussen 1997 en 2011 voor Nagoya Grampus Eight, Vissel Kobe, JEF United Ichihara Chiba, Yokohama FC, Tokyo Verdy en Bangkok Glass.